# Ebru Timtik
Ebru Timtik (1978 - Istanbul, 27 d'agost de 2020) va ser una advocada i activista política turca o kurda, en favor dels drets humans a Turquia. Va morir en una presó turca en el seu 238è dia de vaga de fam.

## Detenció i condemna
Timtik va formar part d'un grup de 18 advocats detinguts el setembre del 2017, tots ells membres de l'Associació d'Advocats Progressistes (Çağdaş Hukukçular Derneği, ÇHD) o de l'Oficina de Dret Popular (Halkın Hukuk Bürosu, HHB), coneguda per representar clients crítics amb el govern turc. El març de 2019 van ser declarats culpables de pertinença o associació amb l'il·legalitzat Partit Revolucionari d'Alliberament Popular/Front (DHKP/C) i condemnats a llargues penes de presó. Timtik va ser condemnada a 13 anys i 6 mesos de presó i Aytaç Ünsal a 10 anys i 6 mesos. Milena Buyum, directora en cap de campanyes d'Amnistia Internacional a Turquia, va titllar les condemnes de «tragèdia de la justícia i demostra una vegada més la incapacitat dels tribunals afectats per la pressió política per dur a terme un judici just». Va demanar que els advocats fossin alliberats incondicionalment i que s'acabessin les condemnes. L'octubre de 2019 es va desestimar la petició de Timtik a la Cort d'Apel·lació Regional d'Istanbul i, en el moment de la seva mort, estava pendent la seva apel·lació davant del Tribunal Suprem turc.

## Vaga de fam
El 2 de gener de 2020 va iniciar una vaga de fam per a exigir el dret a tenir un judici just, i el 2 de febrer Aytaç Ünsal es va unir a ella. L'1 de juny, l'Associació Internacional d'Advocats Democràtics va presentar una petició signada per 365 advocats estrangers i 400 de turcs davant del Tribunal Suprem instant-lo a absoldre els advocats empresonats. A les primeres hores del 30 de juliol, Timtik i Ünsal van ser traslladats de la presó d'alta seguretat de Silivri a hospitals separats d'Istanbul. El 12 d'agost de 2020, l'Associació Europea d'Advocats per a la Democràcia i els Drets Humans Mundials va enviar una carta oberta, dirigida a les Nacions Unides, per expressar la seva profunda preocupació pels advocats que van morir de fam. La seva cosina, després de visitar-la a l'hospital, va dir que se la pressionava per a que trenqués el dejuni: «Estan constantment maniobrant per trencar la seva voluntat. Estan utilitzant tots els pretextos». Després de 238 dies de dejuni, Timtik va morir el 27 d'agost de 2020, amb un pes de 30 kg. El seu enterrament es va realitzar a la mateixa ciutat on va traspassar i va congregar centenars de persones sota l'escrutini de fortes mesures policials. Després de la mort de Helin Bölek, Mustafa Koçak i Ibrahim Gökçek, la seva va suposar la quarta víctima del 2020 d'una vaga de fam, fruit de la repressió de les autoritats turques contra dissidents vinculats al Partit Revolucionari d'Alliberament Popular/Front.

## Reaccions a la seva mort
La notícia de la mort de Timtik es va encaixar amb condemnes al poder judicial turc: 
- La política turca Nesrin Nas va escriure al seu Twitter: «Ho sento molt. Ella només volia un judici just. Un estat que converteix les orelles sordes a la demanda dels ciutadans per fer un judici just... Cap a on anem?».[5]
- El músic turc Zülfü Livaneli va escriure al seu Twitter que la seva mort va ser «la mort de la humanitat, la justícia i la consciència a Turquia».[5]
- El polític de l'oposició turc, Sezgin Tanrıkulu, en una entrevista va manifestar: «Vergonya pels que van prendre la decisió de no alliberar-la. Havíem suplicat al Tribunal de Cassació que el Tribunal Suprem gestionés aquest expedient».[5]
- L'associació Advocats Europeus Demòcrates va tuitejar: «Nosaltres, arreu del món, vam fer tot el possible, però com a resultat de la injustícia, el sistema judicial disfuncional de Turquia, no la vam poder treure de les seves mans».[14]
- La Comissària pels Drets Humans al Consell d'Europa, Dunja Mijatović, va declarar: «la mort de la senyora Timtik és una tràgica il·lustració del patiment humà causat per un sistema judicial a Turquia que s'ha convertit en una eina per silenciar advocats, defensors dels drets humans i periodistes, sense tenir en compte sistemàticament els principis més bàsics de l'Estat de dret».[15][16]
- Un comunicat del Servei Europeu d'Acció Exterior va manifestar: «El tràgic desenllaç de la seva lluita per un judici just il·lustra dolorosament la necessitat urgent que les autoritats turques abordin de manera creïble la situació dels drets humans al país, que s'ha deteriorat greument en els darrers anys, així com greus mancances observades a la judicatura».[13]